# Juan Alonzo
Juan Alonzo   (l'Havana, 24 de juny de 1911 - valor desconegut) fou un futbolista cubà de la dècada de 1930.
Fou internacional amb la selecció de Cuba, amb la qual participà en la Copa del Món de futbol de 1938.
Pel que fa a clubs, destacà a Fortuna L'Havana.